# Architecton
Architecton ist ein Dokumentarfilm von Victor Kossakovsky aus dem Jahr 2024. Das Werk befasst sich mit der Frage nach der Permanenz von Architektur und wie Zivilisationen heute und in der Antike bauen und bauten. Das Produkt einer internationalen Kooperation zwischen Deutschland, Frankreich und den USA wurde im Februar 2024 im Rahmen der 74. Berlinale uraufgeführt.

## Inhalt
In seinem Dokumentarfilm betrachtet der Filmemacher Victor Kossakovsky die Baumaterialien Beton und Stein. Auch geht er der Frage nach, wie die Menschen in der Zukunft leben wollen. Dabei werden Faktoren wie Ressourcenknappheit und eine Weltbevölkerung von neun Milliarden Menschen miteinbezogen.

## Hintergrund
Architecton ist der zwölfte Langfilm des russischen Dokumentarfilmers Victor Kossakovsky. Es waren insgesamt 60 Drehtage angesetzt. Es handelt sich um eine Produktion des deutschen Unternehmens Ma.ja.de. mit der französischen  Point du Jour – Les Films du Balibari in Zusammenarbeit mit A24 und Hailstone Films. Als Koproduzenten waren das ZDF und Arte beteiligt. Das Projekt wurde von der Deutsch-Französischen Förderkommission (Projektentwicklung: 30.000 Euro), dem Deutschen Filmförderfonds (Produktionsförderung: 203.927 Euro), dem Medienboard Berlin-Brandenburg (Produktionsförderung: 100.000 Euro) und der Mitteldeutschen Medienförderung (Produktionsförderung: 200.000 Euro) finanziell unterstützt.

## Veröffentlichung
Die Weltpremiere von Architecton fand am 19. Februar 2024 im Rahmen der Internationalen Filmfestspiele Berlin statt. Dort wurde der Film in den Hauptwettbewerb aufgenommen.
Kino-Premiere des Films in Deutschland war am 4. Oktober 2024.

## Rezeption
Niklas Michels schrieb in seiner Filmkritik für Kino-Zeit, Architecton sei eine Meditation in dokumentarischer Form, über den Wandel von Stein zu Beton im modernen Häuserbau. Der Film arbeite in visueller Sprache, die schlussendlich von Architekt Michele De Lucchi in konkrete Worte gefasst wird. Die brachialen Bilder seien etwas, das man noch nie zuvor gesehen habe, geprägt von Erhabenheit, sowie einen tiefen Dialog zwischen Mensch, Maschine und Natur. Er nannte Last and First Men – Die letzten und die ersten Menschen (2020) sowie Last Things (2023) als Referenzwerke. Michels beschrieb das Zusammenspiel aus Klangwelt und Darstellung als „Textur“, zu dem der Kossakovskys Film kulminiere.
Giovanni Spagnoletti, Kritiker des italienischen Filmportals Close-up, widmet dem Film eine ausführliche Analyse und bezeichnet ihn als einen der interessantesten Filme überhaupt, die bisher auf der Biennale gezeigt wurden. Der russische Regisseur habe eine Partitur außergewöhnlicher Bilder geschaffen unter meisterhafter Anwendung aller Mittel, die die heutige Cinematographie zur Verfügung habe, adäquat begleitet von der großenteils elektronischen Musik Evgueni Galperines. „Ein tragisches Requiem über die Größe und die Torheit unserer Spezies in Bezug auf die Natur und die Umwelt ist Architecton ein leiser, zurückhaltender aber wirksamer Protestruf, wie wir dabei sind, uns selbst zu zerstören durch eine wenig humane Architektur und darüber hinaus mit wenig Respekt gegenüber dem Planeten, auf dem wir leben.“
Nikolaus Bernau von Baunetz kommt in einer Besprechung des Films zu dem Schluss: „Ich sage dem Film großen Erfolg voraus. Und zwar weil er Vorurteile von Linken und Umweltschützern – der Mensch als der Erde Feind – mit Vorurteilen der Rechten verbindet. […] Es ist ein grausamer, mit seiner distanzlosen Verherrlichung einer idealschönen Vergangenheit zutiefst reaktionärer Film. Es ist ein großartiger Film.“

## Auszeichnungen
Architecton erhielt eine Einladung in den Wettbewerb um den Goldenen Bären, den Hauptpreis der Berlinale. Der Film wurde auch in die Nominierungsliste für den Berlinale Dokumentarfilmpreis aufgenommen.